# خرساباد
خرساباد قرية من أعمال الموصل، تقع على طريق عين سفني. وهي قريبة من آثار وأطلال العاصمة الآشورية الكبيرة دور شروكين والتي يعني اسمها مدينة سرجون (721-705 ق.م) وهو ملك آشوري مشهور.وكان في موقع هذه المدينة، قرية صغيرة قديمة اسمها مكانيبا، بنيت مدينة (دور شروكين)، نتيجة رغبة سرجون الثاني في نقل العاصمة الآشورية من نينوى إلى مدينة يشيدها بنفسه. وقد استمر تشييد المدينة والقصور طيلة فترة حكمه. ولم يطل العهد بهذه العاصمة، فان الملوك الآشوريين الذين حكموا بعده مالبثوا ان هجروها وعادوا إلى نينوى، فاستولى الخراب على خرساباد.

## الأوصاف
تمتد خرساباد فوق رقعة من الأرض رباعية الشكل، تبلغ ابعادها (1760×1675) متراً، ومساحتها قرابة ميل مربع.ويحيط بها سور من اللبن طوله سبعة كيلو مترات، ذو ابراج متعددة، ويتخلله ثمانية أبواب ذوات مداخل تزين جدرانها منحوتات من الثيران المجنحة برؤوس بشرية، كانت تمثل الملاك الحارس الذي يحافظ على المدينة من الشرور والمخاطر.
اكتشف في هذه المدينة ثلاثة أنواع من المباني: القصور الملكية، المعابد، مساكن نبلاء المدينة أو لعلها كانت دواوين الدولة.

## التنقيب والاكتشاف
بقت هذه المدينة مطمورة تحت التراب حتى منتصف القرن التاسع عشر، حين بدأ المنقبون بالبحث في أطلالها. ومن هؤلاء الفرنسي بول إميل بوتا (18442_1844)، والإنجليزي أوستن هنري لايارد (1845)، وعالم الآشوريات الفرنسي-الإلماني يوليوس أوبرت (1852)، والفرنسي فيكتور بلايس، والذي نقب فيها في الأعوام (1852-1855)، فتتبع جدران القصر وأبواب المدينة ووضع مخططاً عاماً للمدينة. واستنسخ صور المشاهد التي كانت تزين الجدران لقاعات دية ان الحكومة وغرفه، ونشر ذلك حينها.
وأوفد المعهد الشرقي التابع إلى جامعة شيكاغو، بعثة أثرية سنة 1929، نقبت في خرساباد مدة ثمان سنوات، فاكتشفت منحوتات كثيرة نقل بعضها إلى الولايات المتحدة الأمريكية، وحفظ سائرها في المتحف العراقي. وقد اصدرت تلك البعثة مؤلفاً حول ماتوصلت إليه في تنقبها بهذه المدينة.
وفي عام 1939 استخرجت مديرية الآثار العامة العراقية، آثاراً أخرى من خرساباد، منها ثوران من الحجر مجنحان، زنة الواحد منهما ما يقارب عشرين طناً، ولوحتان عظيمتان من المرمر في كل منهما صورة (جن) بهيئة شخص مجنح.وقد نصبت هذه القطع الأربع من المنحوتات في مدخل الباب الضخم لبناء المتحف العراقي في بغداد.

## اقوال تاريخية
كان لمدينة خرساباد ذكر في العصر الإسلامي، حيث سماها صاحب معجم البلدان البلداني ياقوت الحموي في المئة السابعة للهجرة (خرستاباذ)، وقال في صفتها: بضم الخاء والراء وسكون السين المهملة والتاء فوقها نقطتان. قرية في شرقي دجلة، من أعمال نينوى، ذات مياه وكروم كثيرة، شربها من فضل مياه رأس الناعور المسمى الزَرّاعة (بفتح أوله وتشديد ثانيه)، وإلى جانبها مدينة يقال لها (صرعون)، خراب.
ولفظة صرعون الواردة في كلام ياقوت، تصحيف صرغون بالغين المعجمة، واصلها سركون (Sargon) الملك الآشوري الذي شيد المدينة. وذكر ياقوت ان فيها كنوزاً قديمة، فهذا الكلام يعني ان حفريات قديمة قد جرت في هذا الموضع الأثري قبل القرن السابع للهجرة، وان آثاراً نفيسة استخرجت منه وشاع خبرها في ذلك الحين.
وحين أستولى الفرس على مملكة آشور، غيروا اسمها وأبطلوا الأسم الآشوري لهذه المدينة، وسموها (خسرواباد)، ثم تحريف هذا الأسم بمرور الزمن حتى صار (خرساباد)، وهو مايعرف به اليوم.ولها حكاية وذكر في السير.
وكلمة (صرعون) جاء ذكرها في مراصد الاطلاع فقد وردت (صَرْعون) بالفتح، ثم السكون: مدينة قديمة كانت بأعمال نينوى، مقابل الموصل: خربت، يزعمون ان فيها كنوزاً، يحكى ان جماعة وجدوا فيها ما استغنوا منه.